# Guru (azienda)
Guru è un marchio di abbigliamento giovanile creato da Matteo Cambi a Parma nel 1999.

## Storia
Matteo Cambi inizia nel 1999, a poco più di vent'anni, a disegnare il marchio della margherita. Nel giro di poco tempo il logo diventa un marchio di moda famoso portando alla vendita di 200.000 magliette nel solo 2001; nel 2002 l'azienda chiude l'anno con un fatturato di oltre 10 milioni di euro e la distribuzione di oltre 3 milioni di capi, diventando famoso anche nel mondo. Nel 2003 la Guru crea il marchio Guru Gang per bambini e ragazzi dai 4 ai 16 anni, continuando ad espandersi l'anno successivo con il Guru Baby Gang, per bambini fino ai 3 anni.
Nel 2004 si struttura "ad holding" e si dota di un team di manager (direttore generale Patrick Nebiolo) che la porta a 100 milioni di euro di fatturato in tre anni (risultato 2006). Nel 2005 la Guru diventa sponsor della Renault Corse vincendo l'anno dopo il titolo mondiale di Formula 1 ed acquista il marchio olandese Blue Blood. Nebiolo esce dalla società a fine 2006. Nel 2007 il fatturato è di circa 70 milioni di euro.
Nel luglio 2008 viene chiesto il fallimento di Jam Session srl, titolare del marchio (affittato nel frattempo all'indiana Bombay Rayon Fashions ltd): la società ha più di 100 milioni di euro di debiti e non ha capitali sufficienti per coprirli. L'11 luglio 2008 insieme alla madre (Simona Vecchi) e al compagno di questa (Gianluca Maruccio De Marco), considerati amministratori di fatto della società, Matteo Cambi (amministratore unico) è arrestato per bancarotta fraudolenta nell'ambito del fallimento della Jam Session srl (al 40% di Cambi e al 60% di Vecchi e Maruccio), decretato il 10 luglio 2008 dal tribunale di Parma. Sono ben 13 gli indagati coinvolti nella questione del fallimento della Jam Session srl. Durante l'interrogatorio di garanzia, Matteo Cambi si è avvalso della facoltà di non rispondere spiegando di essere provato perché in crisi d'astinenza da cocaina.
Dopo il fallimento, per 33 milioni di euro passa in mano dell'azienda indiana Bombay Rayon Fashion Limited, il colosso tessile quotato alla Borsa di Mumbai, che ne acquista la licenza e ne rilancia il marchio in Italia, nominando nuovo amministratore delegato Simone Mantura.  Dal 2012 Matteo Cambi ritorna nell'azienda da lui creata come consulente.
Nel 2016 Brlf Italia, società del gruppo indiano che ha acquisito l'azienda dopo la bancarotta, entra in difficoltà finanziarie: la casa madre, a sua volta impegnata in un piano di ristrutturazione, non ricapitalizza da un paio d'anni la filiale italiana. Aman Agrawall, socio del gruppo indiano e nuovo amministratore delegato di Brlf Italia, chiede il concordato preventivo.
Nell'ottobre 2019 il tribunale di Parma ha affidato la gestione del marchio Guru allo società Ibc Sagl di Lugano, che ha già lavorato nello stile legato allo sport. Nuovo direttore creativo è nominato il fiorentino Simone Biagioni. L'attività di distribuzione internazionale è  affidata ad una società monegasca, la Ghep. Riattivata anche l'attività di marketing con alcune sponsorizzazioni sportive della Rcs Sport: la Milano-Torino, il Gran Piemonte e il Giro di Lombardia.
La società monegasca Ghep, dapprima diventa licenziataria del brand, successivamente, a fine dell'anno 2020 acquisisce la master-licence, fino ad arrivare all'acquisto nel maggio 2021 del pacchetto dei marchi Guru.

## Negozi
La Guru ha aperto nel tempo negozi monomarca, corner, e outlet in Italia e in Europa.
I punti vendita in Italia sono presenti a Parma, Bologna, Milano, Roma, Firenze, Salerno, Barberino di Mugello, Taormina, Palermo, Catania e San Giovanni la Punta (CT) e aveva aperto un ristorante ("Gurino") a Noli (SV). In Europa sono presenti ad Anversa, Budapest e Bratislava.
Il marchio Guru viene inoltre distribuito da oltre 3000 negozi multibrand in Spagna, Francia, Germania, Svizzera, Austria, Paesi Bassi, Regno Unito, Portogallo, Belgio, Grecia, Ucraina, Russia, Isole Canarie, Scandinavia e Medio Oriente.

## Logo
Il logo della Guru è una margherita stilizzata a sei petali con i contorni neri molto marcati.

## Marchi
- Guru - T-Shirt, Felpe, Scarpe,
- Guru Gang - Abbigliamento Junior (4-16 anni)
- Guru Baby Gang - Abbigliamento Junior (0-3 anni)
- Blue Blood - Jeans
- G'99 - Abbigliamento sportivo